# 1957 Ford
Ford 1957 модельного року — лінійка моделей автомобілів американської компанії Ford, які замінили моделі 1955 року і виготовлялись на одній платформі протягом 1957–1959 рр., зазнавши незначних змін, доки не були замінені на автомобілі Ford 1960 модельного року.

## Історія
Основна лінія автомобілів Ford стала суттєво більшою в 1957 році, яка тривала аж по 1959 рік. Crown Victoria зі своєю блискучою хромованою «ручкою кошика» зняли, і Crown Victoria Skyliner з дахом з акрилового скла замінили на нову модель, хардтоп Skyliner зі збірним дахом.
Нове шасі дозволяло розмістити підлогу набагато нижче, яке, у свою чергу, призвело до нижчого і довшого загального вигляду. Головним компонентом шасі був диференціал, чия шестерня була виключно низькою щодо півосей, нижча, ніж у звичайних гепоїдних диференціалах.

## 1957

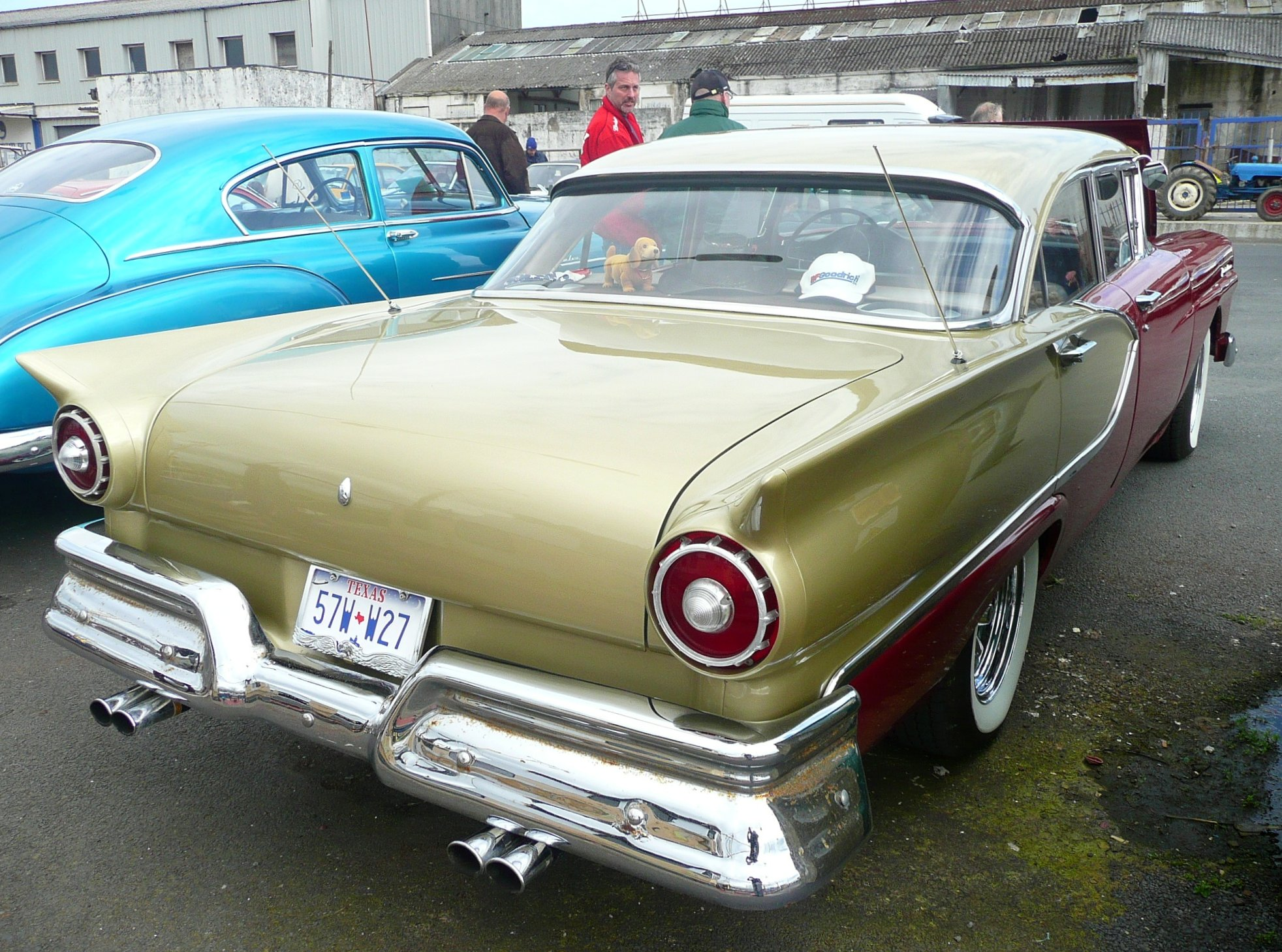
4-дв. седан Fairlane 1957 року

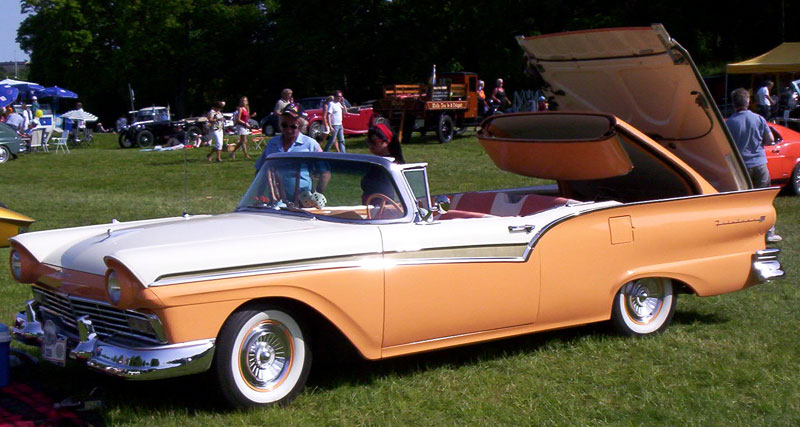
2-дв. хардтоп-кабіролет Fairlane Skyliner 1957 року

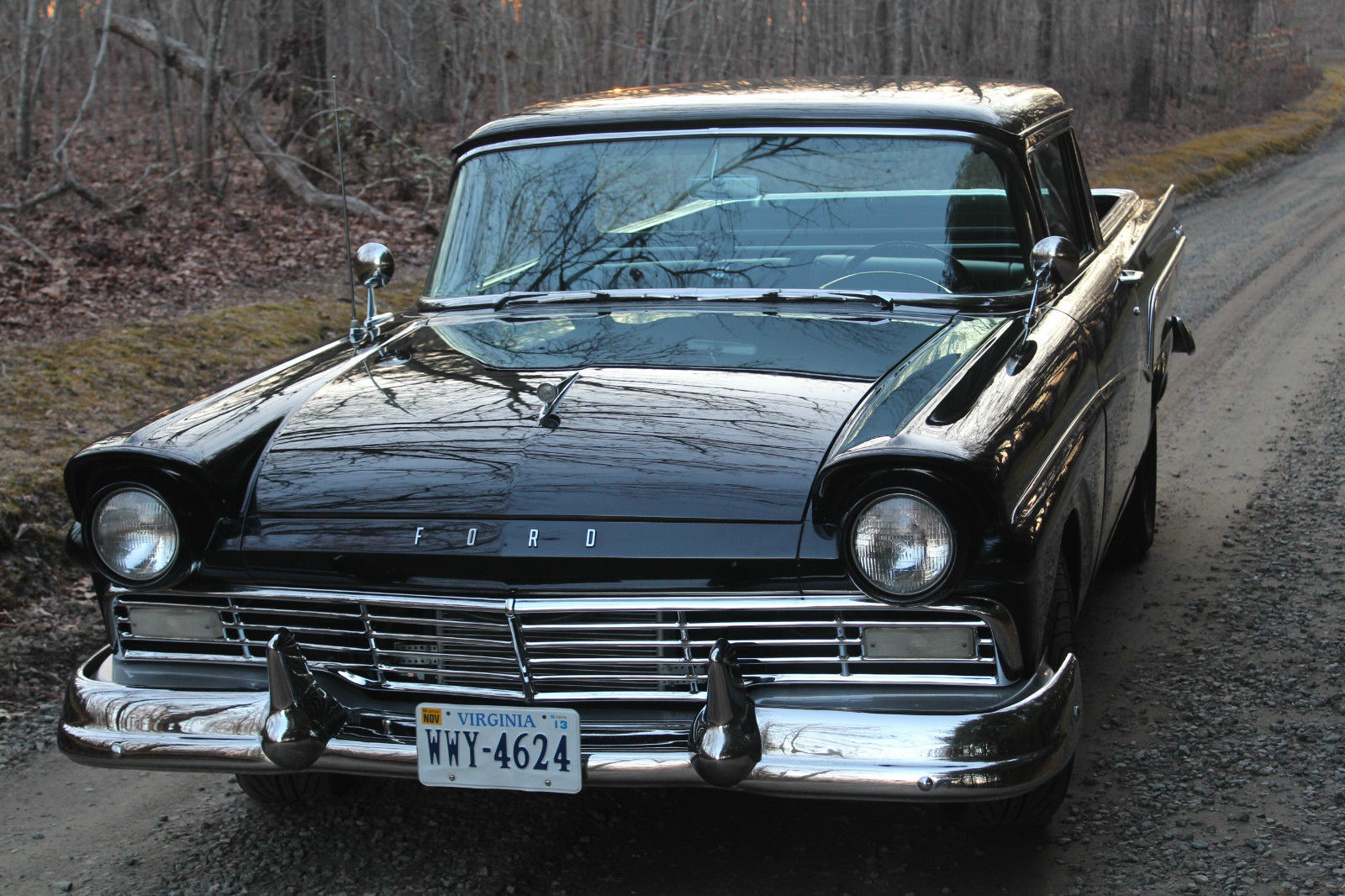
2-дв. пікап Ranchero 1957 року

Моделі 1957 року зберегли передок з двома одинарними фарами, як в їхніх попередників, але не були схожі на них через довші боки та плавці. Була представлена номенклатура ліній оздоблення, починаючи з базової "Custom", "Custom 300", "Fairlane" і топ-моделі "Fairlane 500". Дві лінії Custom використовували 116 дюймову (2946 мм) колісну базу, тоді як Fairlane мали 118 дюймову (2997 мм) між колесами. Був представлений новий гібрид автомобіль/вантажний пікап Ranchero на короткій колісній базі.
223 куб. дюймова (3,7 л) рядна шістка OHV залишилась, тепер зі 144 к. с. (107 кВт). Лінійка V8 включала 272 куб. дюймовий (4,5 л) Y-подібний блок зі 190 к. с. (142 кВт), 292 куб. дюймова (4,8 л) версія Thunderbird зі 212 к. с. (158 кВт), 312 куб. дюймовий V8 з 245 к. с. і «заряджений» 312 куб. дюймовий (5,1 л) Thunderbird Special з 300 к. с. (224 кВт), і написом Police Interceptor на ящику для дрібниць. Версія з двома 4-камерними карбюраторами безнаддувного («незарядженого») 312 куб. дюймовий V8 з 270 к. с. (деякі джерела повідомляють про 285 к. с.) був доступний reportedly, щоправда, ця опція двигуна не була в переліку більшості заводської літератури на седани Ford і є спільно пов’язаною з однією з опцій двигунів Thunderbird. Цю опцію прозвали "код E" і мала унікальний розподільний вал, головки циліндра, впускний колектор і багато інших покращень продуктивності. Він мав у стандарті кермо з глибокою втулкою. Радіоприймач став транзисторним. Були лампи генератора і мастила замість показників. Прилади керування стали втупленими для кращої безпеки (пакет безпеки Lifeguard був все ще доступний).
Форди 1957 року використовували нову раму. Вона просунулась впритул до рейок периметру, так щоб вони могли повністю охоплювати пасажирів.
В огляді власників Ford 1957 року, в березневому випуску «Популярної механіки» 1957 року, лише 6.2% власників замовляли ремені безпеки.
Ця модель була дуже успішною, будучи найкраще продаваним автомобілем Америки, вперше обійшовши конкурентного Chevrolet від 1935 року.

## 1958

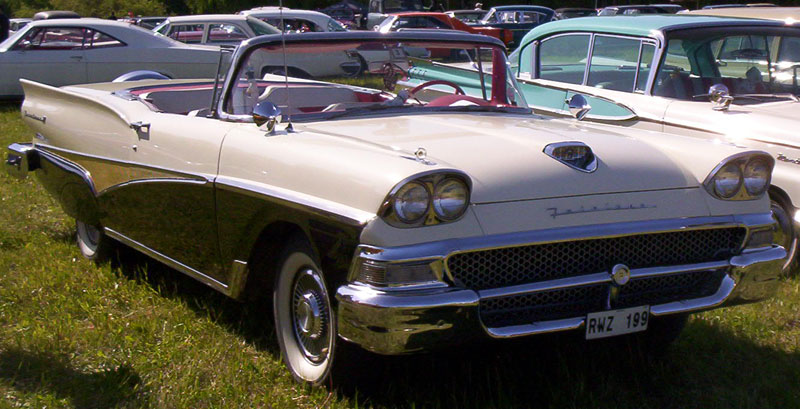
2-дв. кабріолет Fairlane 1958 року

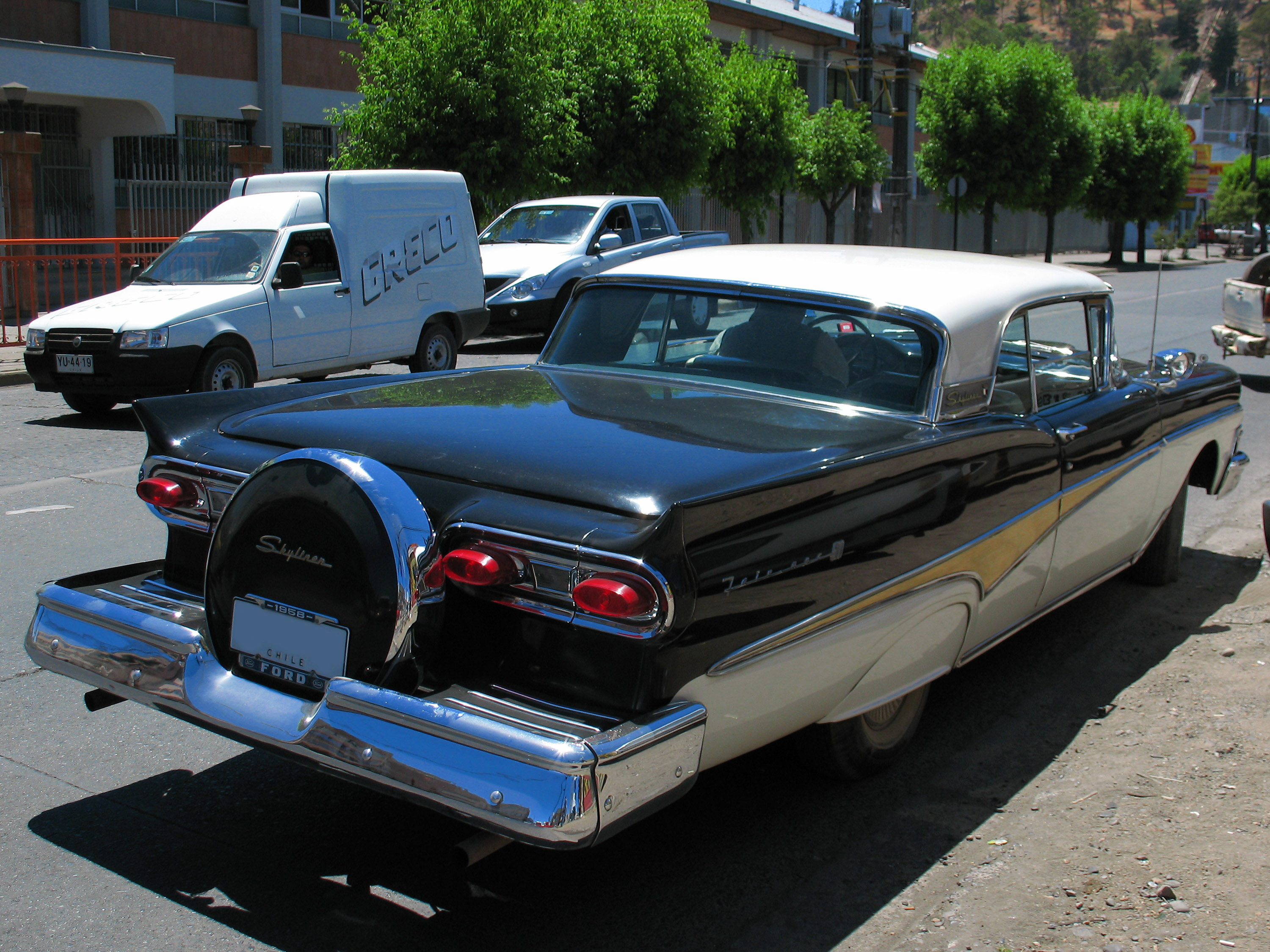
2-дв. хардтоп Fairlane 500 Skyliner 1958 року

В 1958 році лінія була освіжена з фальшивим повітрозбірником на капоті, подвійними наборами фар спереду, а прямокутна решітка радіатора поступилась місцем округлій. Нова 3-ступенева АКП Cruise-O-Matic була опійною разом з 2-ступеневою Ford-O-Matic і ручною трансмісією. Двигуни також були оновлені, з відкиненим 272 куб. дюймового, 292 куб. дюймовий виробляв 205 к. .с (153 кВт), і 332 куб. дюймовий (5.4 л) FE V8 нового покоління – 240 к. с. з 2-камерною і 265 к. с. з 4-камерною версією «Interceptor». Здійснив свій дебют новий 352 куб. дюймовий V8, який також називали «Interceptor», який видавав 300 к. с. (224 кВт). Виробництво Galaxie розпочали в Лорейн, Огайо, на складальному заводі Ford в 1958 році й продовжили в 1959 з виготовленими там 102,869 Galaxie. Повітряна підвіска стала опційною.
Версія кабріолет Ford Fairlane 500, Ford Fairlane 500 Skyliner (також називалась Skyliner Retractable Convertible), продавалась три роки – 1957, 1958 і 1959. Це була найдорожча машина, яку пропонував Ford. Skyliner 1958 року продавали за $3,163, тоді як стандартний кабріолет – за $2,650, і седан – за $2,055. В сумі виготовили 14,713 машин в 1958 році. Ford Fairlane 500 Skyliner важив 4,609 фунтів.

## 1959

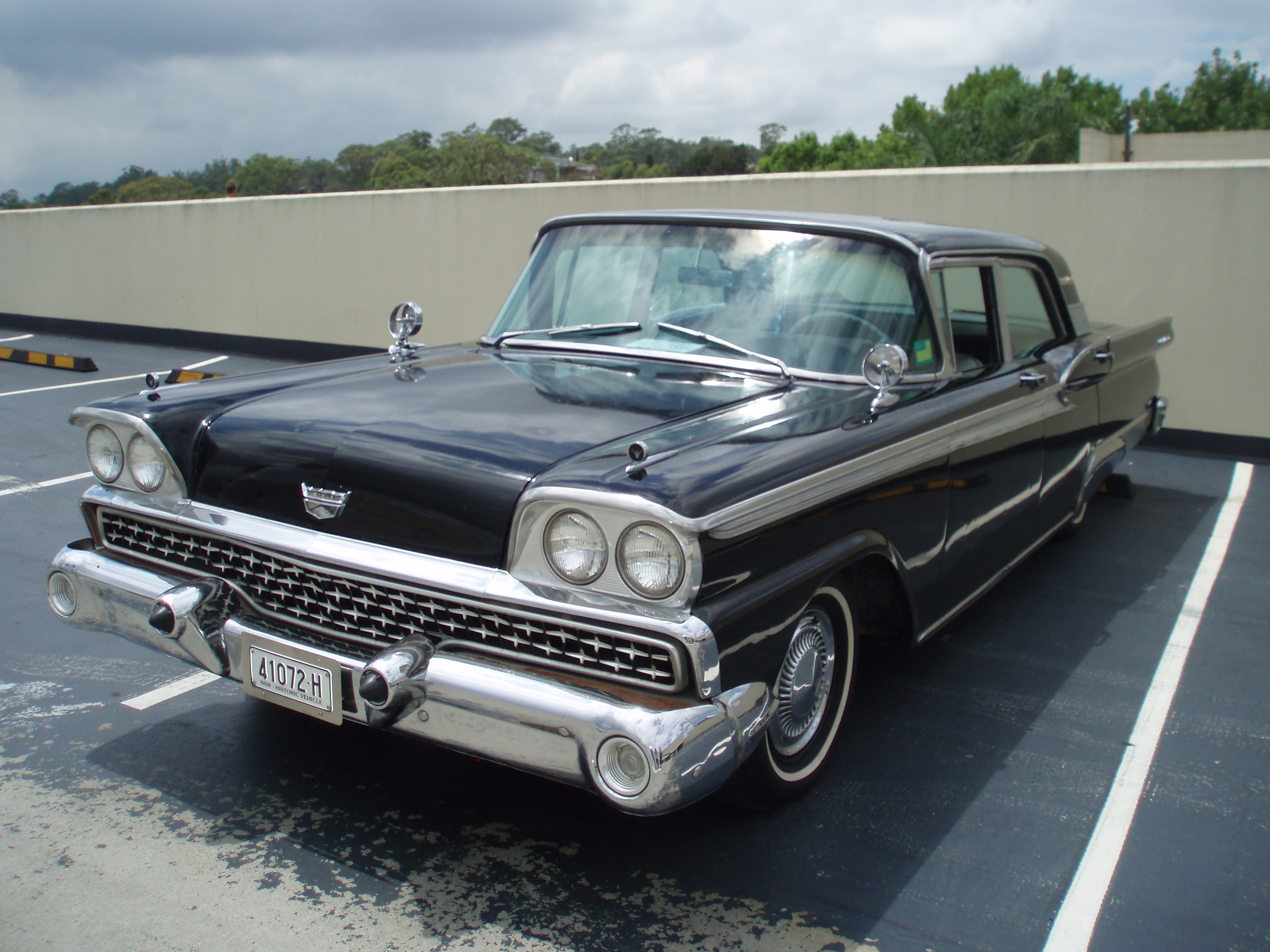
4-дв. седан Fairlane 1959 року

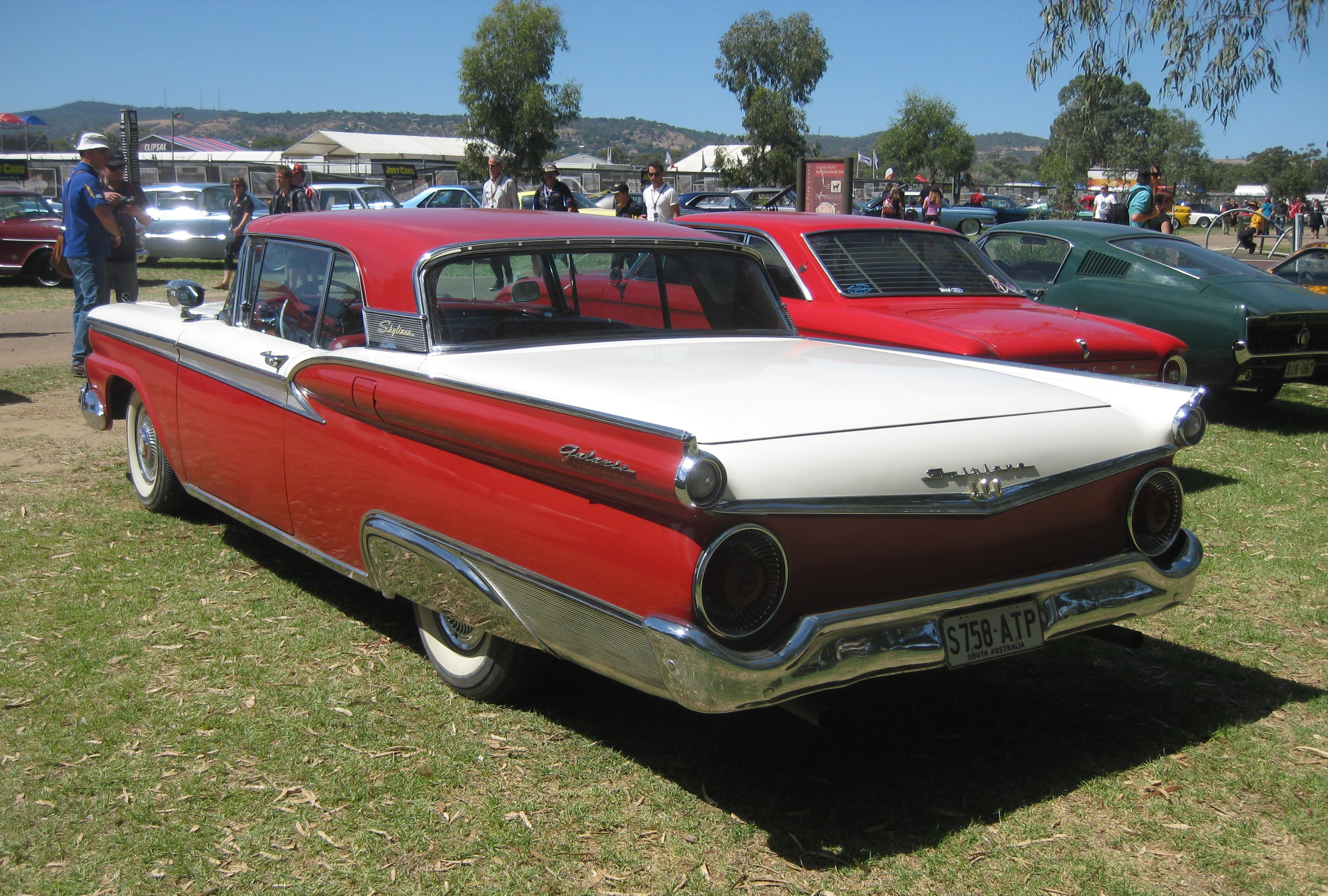
2-дв. хардтоп Galaxie Sunliner 1959 року

Топ-моделлю для 1959 року став новий Galaxie, який позиціонувався над продовженим Fairlane 500. Лінію Custom відкинули, Custom 300 став моделлю нижчого рівня оздоблення, і всі Ford 1959 року використовували довгу 118 дюймову (2997 мм) колісну базу. Новим для безпеки були повністю м’які підлокітники і недоступні для дітей задні дверні замки. Американські ціни варіювались від середини 1,000 до початку 3,000.
Цю версію також складали в Австралії, починаючи наприкінці 1959 року. Місцеві моделі були розкішний Fairlane 500, найдешевший Custom 300 (обидва седани), так само як Ranch Wagon. Австралійські моделі були оснащені 332 куб. дюймовим (5.4 л) двигуном «Thunderbird», який видавав 204 к. с.. Для 1960 року, лінійка була оновлена з решіткою і оздобленням від канадського Meteor 1959 року.